# 北宗 (道教)
北宗，指的是道教全真道正宗，创始人为金朝王重阳。
王重阳本为咸阳門閥出身，善文也习武，曾中金朝武舉。48岁时在咸阳甘河镇遇鍾離權、呂純陽二仙，得内修真诀，遂棄官隱修，“尽断诸缘，同尘万有”，潜于终南山下。后远游山东，收徒传道，开创全真道。重阳在胶东半岛度化七位弟子；即马钰、谭处端、刘处玄、丘处机、王处一、郝大通、孙不二，号为“北七真”，其中邱处机所创的龙门派影响最大。
北宗丹法追求“全真而仙”，其修炼以清净为主，即以“识心见性”为首要，以炼心炼已为基础。
相对于南宗“先命后性”的功法，北宗丹法以 “先性后命”为特征。 明朝以后，南北两宗多有相互融合。

## 参看
- 南宗
- 中派
- 东派
- 西派